# Deraeocoris convexulus
Deraeocoris convexulus är en insektsart som beskrevs av Knight 1921. Deraeocoris convexulus ingår i släktet Deraeocoris och familjen ängsskinnbaggar. Inga underarter finns listade i Catalogue of Life.